# Jan Czepułkowski

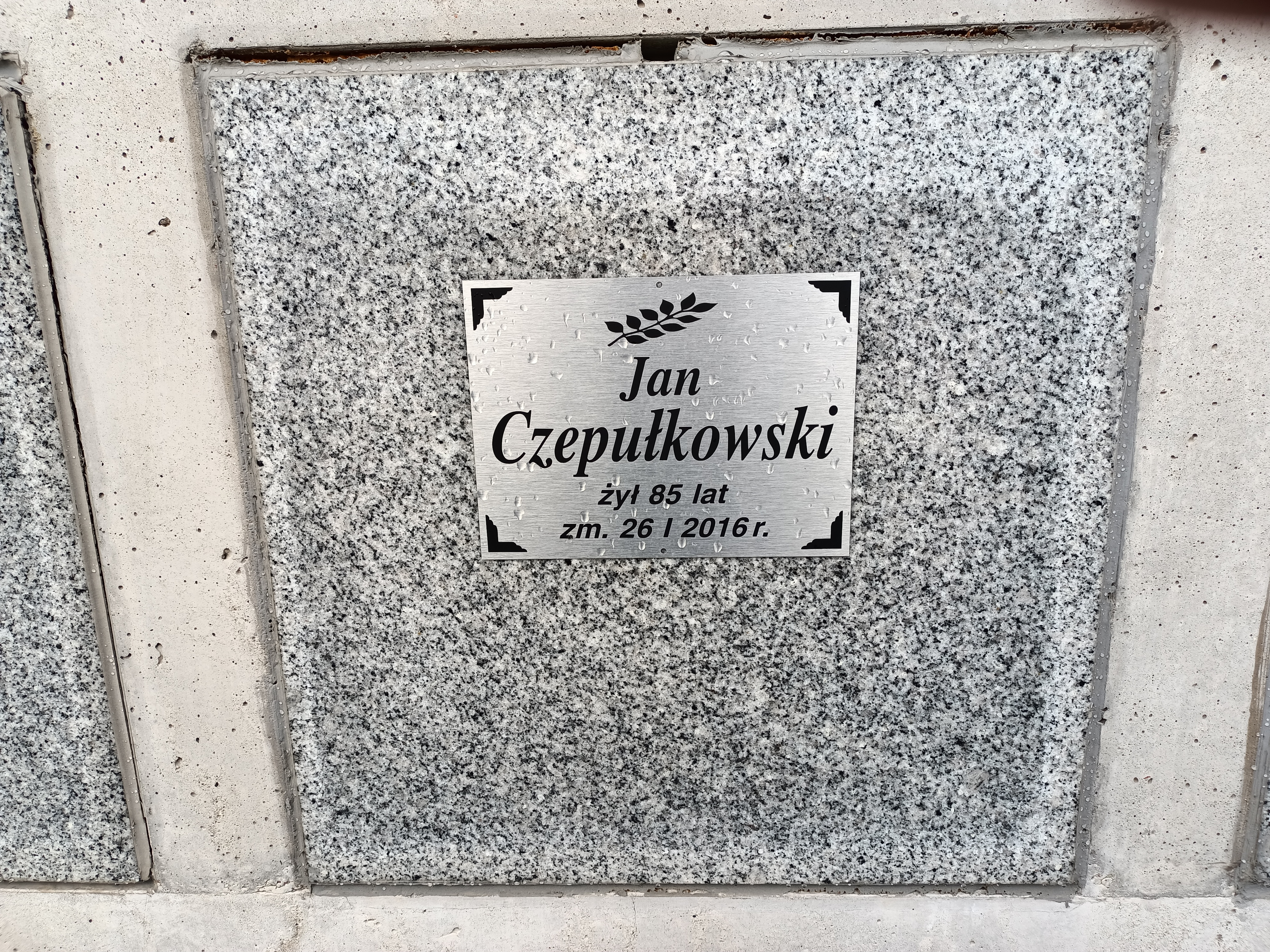
Grab von Jan Czepułkowski

Jan Czepułkowski (* 17. Juli 1930 in Mołodeczno; † 26. Januar 2016 in Warschau) war ein polnischer Gewichtheber.

## Werdegang
Czepułkowski wuchs in einem Gebiet auf, das bis 1939 zu Polen gehörte und danach von der UdSSR annektiert wurde. Nach 1945 siedelte er nach Olsztyn um. Dort begann er 1951 mit dem Gewichtheben. Später ging er nach Warschau und entwickelte sich unter Trainer August Dziedzic zu einem polnischen Spitzenheber. Sein erfolgreichstes Jahr war 1957, als er Vizeeuropameister und Dritter der Weltmeisterschaft im Leichtgewicht (damals bis 67,5 kg Körpergewicht) wurde. Gegen Ende der 1950er Jahre wurde er in seiner Gewichtsklasse, dem Leichtgewicht, von den Weltklassehebern Marian Zieliński und Waldemar Baszanowski abgelöst. Er beendete daraufhin 1960 seine Laufbahn als aktiver Gewichtheber. Nach einem Sportstudium wurde er Dozent an der Trainerakademie in Warschau.

### Internationale Erfolge
(OS = Olympische Spiele, WM = Weltmeisterschaft, EM = Europameisterschaft, Le = Leichtgewicht, Mi = Mittelgewicht)
- 1954, 14. Platz (12. Platz), WM + EM in Wien, Le, mit 310 kg, Sieger: Dmitri Iwanow, UdSSR, 367,5 kg vor Said Gouda, Ägypten, 355 kg;
- 1955 8. Platz (5. Platz), WM + EM in München, Le, mit 337,5 kg, Sieger: Nikolai Kostylew, UdSSR, 382,5 kg vor Gouda, 365 kg;
- 1956, 4. Platz, Großer Preis der UdSSR in Moskau, Le, mit 345 kg, hinter Igor Rybak, 372,5 kg, Rawil Chabutdinow, UdSSR, 357,5 kg und Alexander Falamejew, UdSSR, 370 kg;
- 1956, 5. Platz, EM in Helsinki, Le, mit 340 kg, hinter Kostylew, 377,5 kg, Josef Tauchner, Österreich, 357,5 kg, Luciano de Genova, Italien, 347,5 kg und Roland Lortz, Deutschland, 345 kg;
- 1956, 1. Platz, Turnier in Prag, Le, mit 350 kg, vor Zdeněk Otáhal, CSSR, 312,5 kg und Popilka, CSSR, 310 kg;
- 1956, 6. Platz, OS in Melbourne, Le, mit 360 kg, Sieger: Rybak, 380 kg vor Schabutinow, 372,5 kg;
- 1957, 4. Platz, Großer Preis der UdSSR in Moskau, Le, mit 352,5 kg, hinter Wiktor Buschujew, UdSSR, 385 kg, Huan Tschan Ju, China, 367,5 kg und Iwan Abadschiew, Bulgarien, 355 kg;
- 1957, 2. Platz, EM in Katowice, Le, mit 352,5 kg, hinter Schabutinow, 375 kg und vor Marian Zieliński, Polen, 347,5 kg;
- 1957, 3. Platz, WM in Teheran, Le, mit 365 kg, hinter Buschujew, 380 kg und Abadschiew, 372,5 kg;
- 1958, unplatziert, WM + EM in Stockholm, Le, mit 3 Fehlversuchen im Stoßen;
- 1959, 4. Platz (3. Platz), WM + EM in Warschau, Le, mit 360 kg, hinter Buschujew, 385 kg, Hakob Faradschjan, UdSSR, 370 kg und Abdulwahid Aziz, Irak, 362,5 kg

### Polnische Meisterschaften
- 1953, 2. Platz, Le, mit 237,5 kg, hinter J. Fus, 290 kg und vor B. Wojcik, 235 kg;
- 1954, 1. Platz, Le, mit 325 kg, vor Czekaliński, 312,5 kg und B. Stawicki, 300 kg;
- 1955, 1. Platz, Le, mit 325 kg, vor August Dziedzic, 312,5 kg und Stawicki, 310 kg;
- 1956, 2. Platz, Le, mit 332,5 kg hinter Dziedzic, 332,5 kg und vor Stawicki, 315 kg;
- 1958, 1. Platz, Mi, mit 355 kg, vor M. Kostrzewski, 325 kg und K. Stalmach, 322,5 kg